# Andrew Sullivan (basket-ball)
Pour les articles homonymes, voir Andrew Sullivan.
Andrew Sullivan, né le 12 février 1980 à Londres, en Angleterre, est un joueur anglais de basket-ball. Il évolue au poste d'ailier. 